# Процесс C-41

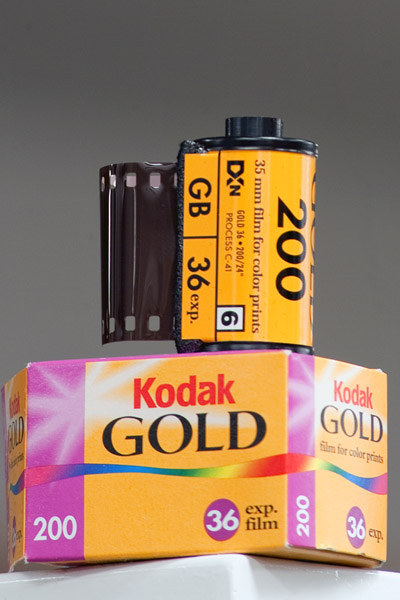
Фотоплёнка «Kodak Gold 200»

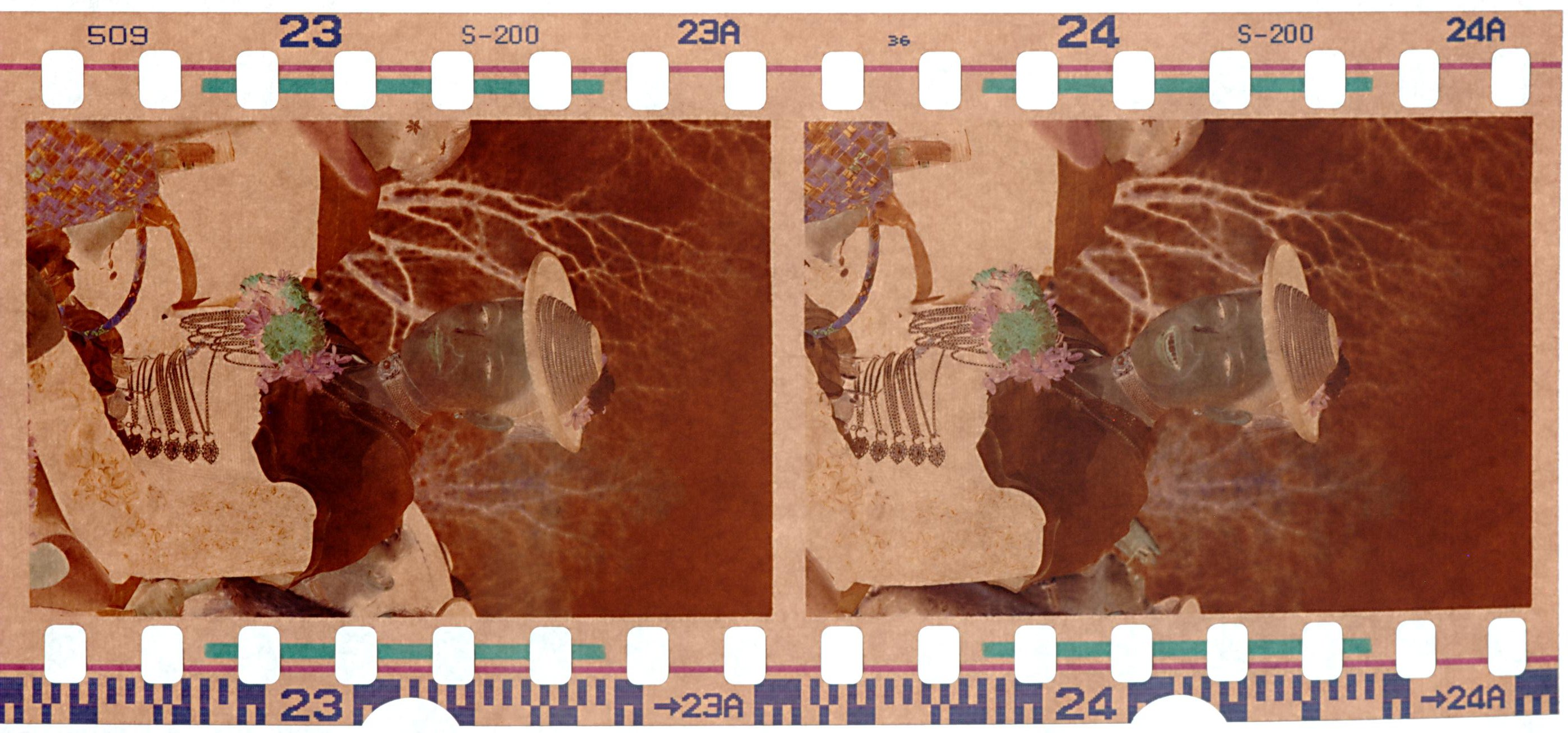
Негатив

C-41 — стандарт лабораторной обработки цветных хромогенных негативных фотоплёнок, разработанный фирмой Eastman Kodak в 1972 году, взамен применявшегося до этого процесса С-22. Обработка по этому процессу возможна как вручную, так и с помощью проявочных машин. 
Разные фирмы-производители фотоплёнок предлагали свои собственные фотоматериалы и процессы обработки (фотоплёнка ЦНД-32 и ДС-4 в СССР, ORWOCOLOR NC-19 и ORWOCOLOR NC−21 в ГДР), но с первой половины 1990-х годов остался только процесс обработки С-41 и его аналоги: CN-16 Fujifilm, CNK-4 Konica, AP-70 (72) Agfa и т. п.
В России и на постсоветском пространстве процесс C-41 получил широкое распространение в первой половине 1990-х гг., вытеснив процесс Sovcolor.
В 1990-е гг. в России появилось множество фотосалонов, где цветные негативные фотоплёнки быстро обрабатывались в проявочных машинах, а фотографии печатались и затем обрабатывались в автоматизированных минифотолабораториях. Уже к середине 1990-х гг. любительская фотография полностью стала цветной.

## Теория образования цветного изображения
Фотоплёнки, обрабатываемые по описанному процессу, относятся к разряду хромогенных фотоматериалов.
Как и другие современные процессы, стандарт C-41 рассчитан на форсированную машинную обработку при высоких температурах, доходящих до 38 °C. Сама технология и рецептура обрабатывающих растворов, разработанные компанией Eastman Kodak, не разглашаются. Однако, отдельными энтузиастами, таким как английский учёный Эрнст Герет, разработаны альтернативные рецептуры и технологии, позволяющие получать результат, сопоставимый с фирменной обработкой.
Процесс обработки может быть сокращён за счёт объединения отбеливания и фиксирования при использовании отбеливающе-фиксирующего раствора.

## Последовательность стадий обработки по процессу С-41
Обработка производится при температуре 37,8º Цельсия (или 100° Фаренгейта). Однако, из-за трудности поддержания такой температуры при ручной обработке, она может быть снижена до 28—30 °C при соответствующем удлинении продолжительности отдельных стадий.
| № | Стадии обработки | Продолжительность обработки | Пополнение, мл |
| - | ---------------- | --------------------------- | -------------- |
| 1 | Проявление       | 3 минуты 15 секунд          | 21 мл          |
| 2 | Отбеливание      | 45 секунд                   | 5 мл           |
| 3 | Фиксирование     | 1 минута 30 секунд          | 33 мл          |
| 4 | Стабилизация     | 1 минута                    | 40 мл          |
| 5 | Сушка            |                             |                |

В процессе С-41 нет промежуточных промывок. Существует только окончательная промывка, норма обновления раствора (норма пополнения) здесь самая большая — 40 мл на каждый метр, прошедший через машину. Поскольку в промывную воду вводятся определённые вещества, разрушающие остатки тиосульфата натрия (фиксажа) и вещества, способствующие антибактериальной защите (формалин, дихлороизоциануровая кислота), окончательная промывка получила название стабилизации. В состав стабилизатора входят также смачиватели (типа жидкого мыла) для того, чтобы после высыхания на поверхности плёнки (на основе) не оставались пятна от воды. Ввиду вредности формалина, от стабилизаторов на основе формалина стараются отказываться, заменяя их патентованными составами из 8-10 других веществ. Благодаря использованию стабилизатора значительно увеличивается сохранность изображения во времени. Для улучшения промывки раствор стабилизатора подаётся в машину, в два или три сообщающихся бака, противотоком — навстречу движения плёнки.
Далее изображение с негатива может быть напечатано для получения позитивной фотографии.

## Изменение светочувствительности фотоплёнки
При ручной обработке существует возможность двукратного увеличения светочувствительности плёнки. Для этого повышается концентрация цветного проявляющего вещества CD-4 до 4,75 грамма на литр, а проявление удлиняется до 4 минут 15 секунд.
В проявочной машине можно изменить время проявления. При увеличении времени проявления растёт светочувствительность и немного повышается контраст. При изменении времени проявления на 20 секунд можно добиться увеличения светочувствительности фотоплёнки в 2 раза (или, другими словами, на 1 ступень). На жаргоне фотографов это называется «пуш +1» (от англ. push). Увеличение времени на 40 секунд позволяет поднять светочувствительность в 4 раза (на 2 ступени) — «пуш +2». Однако это справедливо не для всех плёнок. Если плёнка высокочувствительная (например, 400 единиц) и пролежала свой гарантийный срок хранения, то перепроявка («пуширование») ведёт к сильному росту вуали, а не эффективных плотностей, в результате чего повышение светочувствительности может и не произойти.

## Регенерация растворов
При обработке в проявочной машине растворы стараются менять как можно реже (например, один раз в несколько месяцев). Чтобы проявитель и другие обрабатывающие растворы сохраняли свои химические свойства неизменными, после проявления каждого метра фотоплёнки (это соответствует длине ролика фотоплёнки в 24 кадра) в обрабатывающий раствор вводится компенсирующий добавок — свежий раствор, немного более концентрированный, чем рабочий раствор в машине (см.нормы пополнения в таблице).
Нетрудно посчитать, что после обработки в машине 20 плёнок по 36 кадров (длиной 1,65 м) бак с проявителем объемом 10 литров обновится примерно на 700 мл. Избыток старого проявителя при этом идет в перелив (слив).

## Извлечение серебра
В рабочем фиксаже скапливаются соли серебра. В 1 литре рабочего раствора может находиться от 5 до 7 граммов серебра. Крупными фотолабораториями отработанные фиксажи не выливаются, а направляются на извлечение серебра методом электролиза.

## Дополнительные возможности процесса С-41
- Несмотря на то, что процесс C-41 разработан для цветной фотографии, некоторые компании выпускают специальную чёрно-белую плёнку, предназначенную для обработки по этому процессу. Такие фотоплёнки принято называть монохромными. В прямом смысле это не классическая чёрно-белая плёнка, а цветная — в одном светочувствительном слое смешаны сразу три красителя в равной концентрации (жёлтый, пурпурный и голубой), которые вместе создают ощущение нейтрального чёрного оттенка.
- Одной из возможностей C-41 является обработка цветной обращаемой фотоплёнки, предназначенной для процесса E-6. Это называется кросс-процесс. Поскольку слайдовая плёнка значительно контрастнее негативной (более чем в 3 раза в численном выражении), в результате получаются довольно интересные фотографии, имеющие несколько необычную цветопередачу (утрированную насыщенность, исчезновение деталей в светах), которые используются в художественных целях.
- Если через машину с процессом С-41 пропустить чёрно-белую фотоплёнку, то она выйдет прозрачной, смытой в результате отбеливания и фиксирования.